# Thierry Noir
Pour les articles homonymes, voir Noir (homonymie).
Thierry Noir (né le 3 juin 1958 à Lyon) est un peintre français, vivant à Berlin depuis 1982.

## Biographie
Thierry Noir commence à peindre sur le mur de Berlin en 1984 en compagnie de Christophe-Emmanuel Bouchet et Kiddy Citny.
Il se fait connaître par son image sur le côté occidental du mur avec ses têtes rondes, aux yeux globuleux, la plupart du temps peints dans des couleurs claires.
On les voit dans le film Les Ailes du désir, dans lequel l'artiste fait une figuration de mendiant.
À ses débuts, selon l'artiste, il se fait courser par quatre soldats avec des mitraillettes. De même, les habitants de Kreuzberg s'opposent à la peinture sauvage qu'ils recouvrent, obligeant Noir à recommencer. Ses peintures murales deviennent de plus en plus étendues au cours des années et trouvent une résonance croissante dans la scène artistique. Au début, il peint une seule tête par segment puis élargit les motifs pour qu'elles soient visibles lorsqu'on passe en voiture.
En 1991, il est un artiste invité pour l'East Side Gallery. Bien que l'East Side Gallery soit un monument protégé, il doit restaurer son travail (1993, 1996 et 1998). En 2005, l’artiste Noir a créé au profit de l’Organisation de l’aide à l’enfance de Berlin un « Buddy Bear » qui porte le nom de Teddy Noir.
Noir travaille avec des sérigraphies et des sculptures qu'il vend dans sa propre galerie.
Depuis 2004, il forme des projets avec la peintre allemande Christina Allzeit.

## Source de la traduction
- (de) Cet article est partiellement ou en totalité issu de l’article de Wikipédia en allemand intitulé « Thierry Noir » (voir la liste des auteurs).